# 코리 디커슨
매켄지 코리 디커슨(McKenzie Corey Dickerson, 1989년 5월 22일 ~ )은 전 미국의 야구 선수이다.